# Fccpps
De Fccpps is een goederenwagen die gebruikt wordt voor het vervoer van ballastmateriaal. Het is een twee-assige wagen van het type zelflosser. De wagen is geschikt voor het lossen van ballastmateriaal in het "eigen" spoor door zwaartekracht. Hiertoe beschikt de wagen over twee afzonderlijk van elkaar handmatig te bedienen kleppen aan de onderzijde. Hiermee is het mogelijk om gedoseerd zowel aan de binnenzijde als aan de buitenzijde van de spoorstaaf te lossen. Om geluidsoverlast door het vallende ballastmateriaal te voorkomen, zijn de kleppen voorzien van een laag rubber, die dient als geluidsdemping.
De typeaanduiding Fccpps heeft de volgende betekenis :
| F  | = | open stortwagen                                                       |
| cc | = | gecontroleerde zelflosser met kleppen aan beide zijden en in de vloer |
| pp | = | axiaal zelflossend en onderlossend                                    |
| s  | = | maximumsnelheid 100 km/h                                              |

## Geschiedenis
Vanaf 1961 werden door de Duitse treinenfabrikant Talbot in totaal 259 of 260 goederenwagons type Fds/Eds/Fcs gebouwd in de serie 50000 - 50259. De wagens werden vanaf 1986 verbouwd door de Hoofdwerkplaats Amersfoort op basis van chassis van deze Fds/Eds/Fcs zelflossers met de codes 2310, 2320 en 2330 waar een nieuwe opbouw op werd geplaatst. De Fccpps vervingen hierbij voorgangers uit de jaren '40, gebouwd door Allan.
Oorspronkelijk waren de wagens eigendom van de Nederlandse Spoorwegen, maar tijdens de privatisering in 1998 zijn ze overgegaan naar Railpro en later Voestalpine Railpro. Wagens van het type Fccpps worden hoofdzakelijk gebruikt ten behoeve van onderhoud en vernieuwingen van het Nederlandse spoorwegnet. Een deel van de wagens wordt verhuurd aan verschillende railonderhoudsbedrijven, ook in het buitenland.
Speciaal voor de Sneltram Utrecht–Nieuwegein werd een aantal Fccpps-en gebouwd met een kleiner omgrenzingsprofiel. Twee van deze wagens werden in 2012 gebruikt bij de aanleg van nieuwe sporen tussen Utrecht en Houten. Twee andere wagons zijn verhuisd naar de SGB.

## Stofvrij lossen
Omdat het lossen van ballast vooral op droge dagen gepaard gaat met het vrijkomen van hinderlijke en schadelijke stofwolken heeft Railpro 34 wagens van het type Fccpps voorzien van verlichtingsarmaturen en een sproei-installatie in de uitstroomopeningen. Door water op de te lossen ballast te sproeien wordt de vorming van stofwolken voorkomen. Deze 34 wagens zijn samengesteld tot een zogenoemde stofvrijlostrein. De watervoorraad en pompinstallatie zijn ondergebracht in een zeecontainer welke is geplaatst op een wagen van het type Kls. Deze wagen bevindt zich in het midden van de trein. Tevens is in de container een aggregaat aanwezig voor het opwekken van elektriciteit voor de pompinstallatie en verlichting.

## Ontsporingen
De Fccpps lijkt relatief vaak te ontsporen, met soms verstrekkende gevolgen voor de treinenloop op het spoorwegnet.
- Op 6 juni 2005 ontsporen wagen 21 tot en met 24 van een 50 wagens tellende grindtrein ten westen van Amsterdam Centraal. Van een van de wielen van de wagens was de wielband los. De wielband was voor een deel van het binnenwiel gelopen. Daarnaast was een sprengring, een borging tegen het losraken van de wielband, niet aanwezig.[3] Tot en met 9 juni ondervond de treinenloop hinder.
- Op 17 juni 2010 ontspoort bij de Duitse stad Peine een goederentrein met daarin wagens van het type Fccpps. Een personentrein rijdt in op de ravage. De machinist van de personentrein raakt zwaargewond, 15 passagiers raken lichtgewond.[4]
- Op 27 juli 2010 ontsporen twee wagens nabij de Duitse stad Falkenberg. Er vallen geen gewonden.
- Op 19 november 2010 ontsporen zes wagens nabij Roosendaal.[5]
- Op 6 november 2013 ontspoort wagen 23 84 643 7 048-1 van trein 41775 nabij Borne met grote schade aan de infrastructuur tot gevolg. Deze ontsporing werd door een gebroken wielband veroorzaakt.[6]